# Вэй Цингуан
Вэй Цингуа́н (кит. упр. 韦晴光, пиньинь Wéi Qíngguāng; род. 2 июля 1962, Наньнин), впоследствии Исэки Сэйко (яп. 偉関 晴光 Iseki Seikō) — китайский (впоследствии — японский) игрок в настольный теннис, олимпийский чемпион.

## Биография
Вэй Цингуан родился в 1962 году в Наньнине (Гуанси-Чжуанский автономный район). С 8 лет стал тренироваться в местной любительской спортшколе, в 1985 году вошёл в национальную сборную, в 1986 и 1988 годах выиграл Кубок Азии.
В 1987 году в паре с Чэнь Лунцанем Вэй Цингуан стал обладателем золотой медали чемпионата мира, а в 1988 году с ним же завоевал золотую медаль Олимпийских игр в Сеуле; в 1989 году их пара завоевала бронзовую медаль чемпионата мира.
В 1991 году Вэй Цингуан переехал из Китая в Японию, и в 1998 принял японское гражданство, взяв имя и фамилию «Сэйко Исэки», где «Сэйко» является просто японским прочтением иероглифов его имени, а фамилия была образована путём сложения японских иероглифов, которыми записывались его фамилия и фамилия жены. После этого он продолжал выступать на соревнованиях по настольному теннису, но уже под японским флагом; в частности, участвовал в составе сборной Японии в Олимпийских играх 2000 года.